# ميت كليت
ميت كليت (بالدنماركية: Mette Klit)‏ مواليد 21 نوفمبر 1971 في إيسبيرغ، هي لاعبة كرة يد دانمركية سابقة تحولت إلى التدريب بعد الاعتزال. وصلت كلاعبة إلى نهائي دوري أبطال أوروبا لكرة اليد للسيدات سنة 2001.